# 哈尤亞

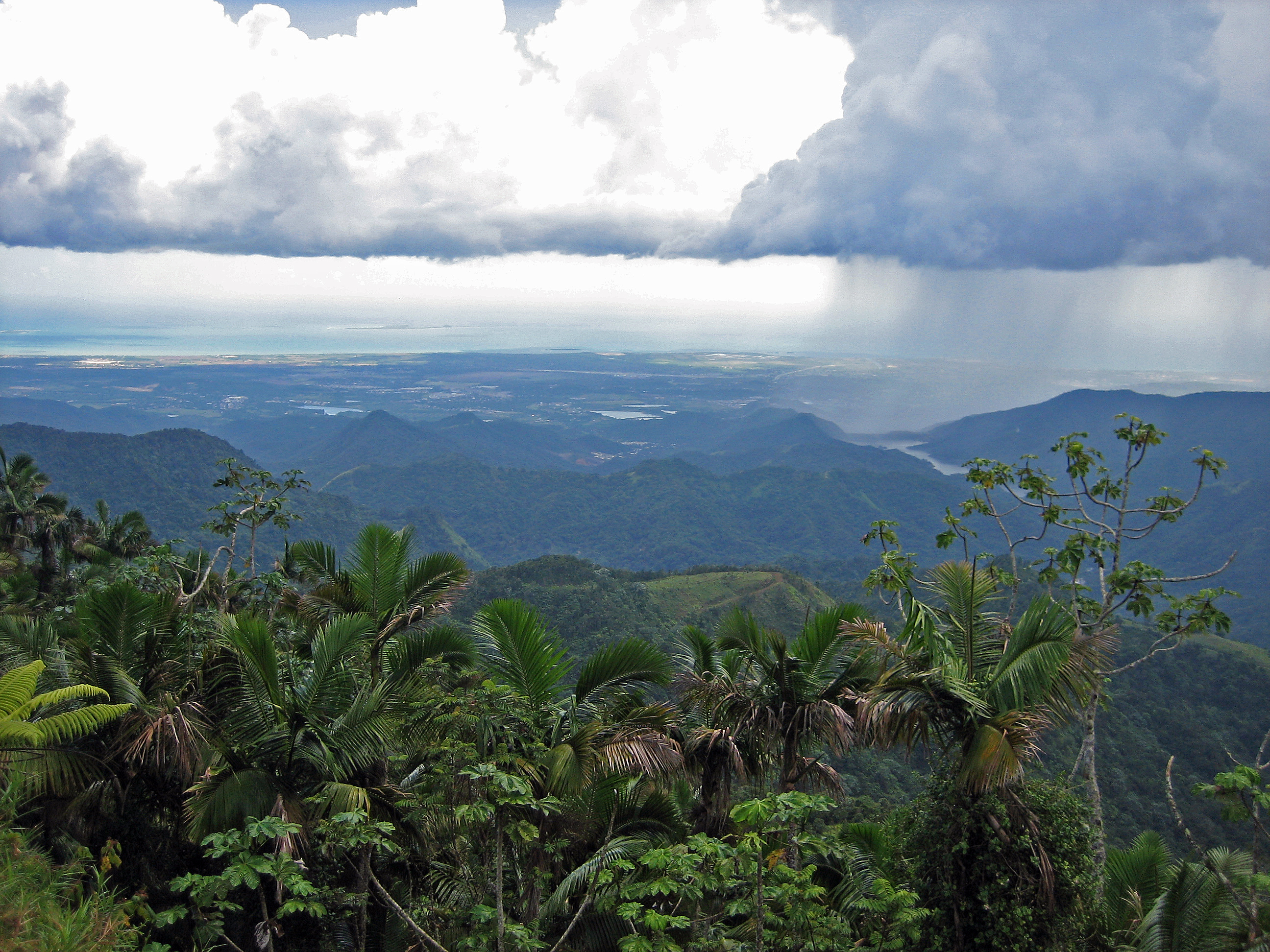

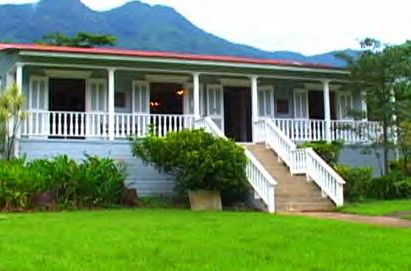

哈尤亞（西班牙語：Jayuya）是波多黎各的城鎮，位於該島中部，始建於1911年，面積102平方公里，主要經濟活動有農業、畜牧業和工業，2010年人口16,642，人口密度每平方公里160人。